# 帕舒基 (戈夏區)
50°32′40″N 26°50′52″E / 50.54444°N 26.84778°E
帕舒基（烏克蘭語：Пашуки），是烏克蘭西北部的村莊，隸屬里夫內州的里夫內區。該村始建於1617年，面積1平方公里，海拔高度235米，2001年人口230，人口密度每平方公里220.7人。